# درخت کریسمس (ترانه لیدی گاگا)
«درخت کریسمس» (به انگلیسی: Christmas Tree) ترانه‌ای از هنرمند اهل ایالات متحده آمریکا لیدی گاگا، است که در ۱۶ دسامبر ۲۰۰۸ منتشر شد.